# Listă de filme britanice din 1983
Aceasta este o listă de filme britanice din 1983:

## Lista
| Titlu                              | Regizor                | Distribuție                                                               | Gen              | Note |
| ---------------------------------- | ---------------------- | ------------------------------------------------------------------------- | ---------------- | --- |
| Another Time, Another Place        | Michael Radford        | Phyllis Logan, Denise Coffey                                              | Drama            | |
| Ascendancy                         | Edward Bennett         | Julie Covington, Ian Charleson                                            | Dramatic         | Won the Golden Bear at Berlin |
| Betrayal                           | David Jones            | Jeremy Irons, Patricia Hodge, Ben Kingsley                                | Drama            | Harold Pinter based his screenplay on his 1978 semi-autobiographical play.                                                                 |
| Biddy                              | Christine Edzard       | Celia Bannerman, Sam Ghazoros                                             | Period drama     | [ 1 ] |
| Bloodbath at the House of Death    | Ray Cameron            | Kenny Everett, Pamela Stephenson, Vincent Price                           | Horror           | |
| Bullshot                           | Dick Clement           | Alan Shearman, Diz White                                                  | Comedy           | |
| Champions                          | John Irvin             |                                                                           |                  | Entered into the 34th Berlin International Film Festival                                                                                   |
| The Crimson Permanent Assurance    | Terry Gilliam          | Sydney Arnold, Guy Bertrand, John Scott Martin                            | Short            | Shown as a lead in to Monty Python's The Meaning of Life                                                                                   |
| Curse of the Pink Panther          | Blake Edwards          | David Niven, Joanna Lumley, Burt Kwouk, Herbert Lom, Ted Wass             | Comedy           | |
| Dead on Time                       | Lyndall Hobbs          | Rowan Atkinson, Nigel Hawthorne                                           | Comedy           | |
| The Double                         | Lionel Harris          | Jeanette Sterke, Diane Clare                                              | Thriller         | |
| The Dresser                        | Peter Yates            | Albert Finney, Tom Courtenay, Eileen Atkins                               | Drama            | |
| Educating Rita                     | Lewis Gilbert          | Michael Caine, Julie Walters                                              | Drama            | |
| Eureka                             | Nicolas Roeg           | Gene Hackman, Theresa Russell                                             | Thriller         | Co-production with the US |
| Fanny Hill                         | Gerry O'Hara           | Lisa Foster, Oliver Reed                                                  | Sex Comedy       | |
| Funny Money                        | James Kenelm Clarke    | Gregg Henry, Elizabeth Daily                                              | Drama            | |
| The Gold Diggers                   | Sally Potter           | George Antoni, Julie Christie                                             | Drama            | |
| Heat and Dust                      | James Ivory            | Julie Christie, Greta Scacchi, Shashi Kapoor                              | Drama            | Entered into the 1983 Cannes Film Festival                                                                                                 |
| The Honorary Consul                | John Mackenzie         | Michael Caine, Richard Gere, Bob Hoskins                                  | Thriller         | |
| House of the Long Shadows          | Pete Walker            | Vincent Price, Christopher Lee                                            | Horror           | |
| The Hunger                         | Tony Scott             | Catherine Deneuve, David Bowie, Susan Sarandon                            | Horror           | |
| Invitation to the Wedding          | Joseph Brooks          | Ralph Richardson, John Gielgud                                            | Comedy           | [ 2 ] |
| The Jigsaw Man                     | Terence Young          | Michael Caine, Laurence Olivier                                           | Spy/thriller     | |
| Krull                              | Peter Yates            | Ken Marshall, Lysette Anthony                                             | Adventure        | |
| Local Hero                         | Bill Forsyth           | Peter Riegert, Denis Lawson, Burt Lancaster                               | Comedy/drama     | |
| Merry Christmas, Mr. Lawrence      | Nagisa Oshima          | David Bowie, Tom Conti, Ryuichi Sakamoto                                  | World War II/POW | Entered into the 1983 Cannes Film Festival                                                                                                 |
| Monty Python's The Meaning of Life | Terry Jones            | The members of Monty Python, Carol Cleveland, Simon Jones, Patricia Quinn | Comedy/musical   | Last film for the Monty Python troupe |
| Nelly's Version                    | Maurice Branton        | Eileen Atkins and Anthony Bate                                            | Mystery film     | First film of British-Indian actor and casting director Nizwar Karanj known for Indiana Jones and the Temple of Doom and Felicia's Journey |
| Never Say Never Again              | Irvin Kershner         | Sean Connery, Kim Basinger, Klaus Maria Brandauer                         | Spy              | |
| El Norte                           | Gregory Nava           | Zaide Silvia Gutiérrez, David Villalpando                                 | Drama            | Made with the US |
| Octopussy                          | John Glen              | Roger Moore, Louis Jordan, Maud Adams, Kristina Wayborn                   | Spy/action       | |
| The Pirates of Penzance            | Wilford Leach          | Kevin Kline, Angela Lansbury                                              | Comedy/musical   | |
| The Ploughman's Lunch              | Richard Eyre           | Jonathan Pryce, Tim Curry, Rosemary Harris                                | Drama            | |
| Runners                            | Charles Sturridge      | Kate Hardie, James Fox, Jane Asher                                        | Drama            | |
| Scrubbers                          | Mai Zetterling         | Amanda York, Chrissie Cotterill                                           | Drama            | |
| Secrets                            | Peter Sasdy            | John Castle, Barbara Kellerman                                            | Comedy           | [ 3 ] |
| Slayground                         | Terry Bedford          | Peter Coyote, Mel Smith                                                   | Action           | |
| Superman III                       | Richard Lester         | Christopher Reeve, Richard Pryor                                          | Adventure        | Co-production with the US |
| Where Is Parsifal?                 | Henri Helman           | Tony Curtis, Donald Pleasence, Orson Welles                               | Comedy           | |
| The Wicked Lady                    | Michael Winner         | Faye Dunaway, Alan Bates                                                  | Drama            | |
| The Wind in the Willows            | Mark Hall Chris Taylor | Richard Pearson, Ian Carmichael, David Jason și Michael Hordern           | Animated         | |
| Yellowbeard                        | Mel Damski             | Graham Chapman, Peter Boyle                                               | Comedy           | |